# オルモック
オルモック（オルモク、英語: Ormoc、セブアノ語: Dakbayan sa Ormoc）は、フィリピン中部、レイテ島西海岸にある都市。オルモック湾に面している。レイテ州内に位置する一級市である。市の名前の由来は古いビサヤ語で低地を意味するオグモック (ogmok) から。2000年の国勢調査では、人口は154,297人、世帯数は31,542。面積は490.5平方kmでバランガイの数は110。オルモック市はフィリピンで最初の州から独立した市 (non-provincial city, independent component city) である。レイテ州内にあるが、レイテ州政府の管轄外である。
港湾や農業・林業のほか、火山が多く、火山を生かした観光や地熱発電も行われている。

## ランドマーク

### ダナオ湖
ダナオ湖 (Lake Danao) はバイオリンの形をした3kmの長さの湖で、海抜640mの位置にある。湖には巨大ウナギが住むといわれている。ボートの貸し出しや、湖上レストランもある。

### トンゴハン温泉自然公園
トンゴハン温泉自然公園 (Tongonan Hotsprings National Park) は州全域に電力を供給する地熱発電のもととなる渓谷である。フィリピン最初の地熱発電が行われた場所。

## 文化
オルモックの人々はオルモック人 (Ormocanon) と自称する。彼らはレイテ島西部一帯同様、セブアノ語を話す。人々は州都タクロバンのあるワライ語圏のレイテ島東部よりも、海を挟んだセブ島にかかわりを持つ。
多くのフィリピン人同様、オルモック人も多くはカトリック教徒で、町の守護聖人を祝う祝典を年一度行う（オルモックの場合、聖ペテロと聖パウロが守護聖人で、6月28日と6月29日が祭典の日）。また年中を通してカトリックにかかわる祭典が行われる。

## 災害
1991年11月、オルモック地域は台風25号に襲われ、鉄砲水と地すべりで5,000人以上の死者を出した。特にオルモック市に被害が集中している。
2013年11月にも、最盛期の中心気圧895hPaという数十年に一度の規模の台風30号がレイテ島に上陸、オルモックを通過した。当初、被害情報はレイテ島の中心都市タクロバンとその周辺に限られていたが、タクロバンに向かおうとした各報道機関が、空路での輸送量の限界からセブからの海路でオルモックに上陸したところ、被害はオルモックを含むレイテ州全体に及んでいることが判明した。